# Volksbank Heuchelheim
Die Volksbank Heuchelheim eG ist eine deutsche Genossenschaftsbank mit Sitz in der hessischen Gemeinde Heuchelheim an der Lahn im Landkreis Gießen.

## Geschichte
Die Bank wurde am 22. Januar 1863 durch 63 Heuchelheimer als Creditverein Heuchelheim gegründet. Zunächst wurde das Spar- und Kreditgeschäft betrieben. Sie gehört zu den ältesten deutschen Genossenschaften, die nach dem Vorbild von Hermann Schulze-Delitzsch gegründet wurden. Bis 1913 hatte sich die Zahl der Mitglieder auf 310 erhöht. Die Bilanzsumme betrug in 1913 1.312.708 Goldmark.
1918 erfolgte die Umwandlung in eine Genossenschaft mit beschränkter Haftung. Zuvor hafteten die Mitglieder unbegrenzt. Die Deutsche Inflation 1914 bis 1923 schadete der Bank sehr. Die Eröffnungsbilanz vom 1. Januar 1924 verzeichnet eine Bilanzsumme von lediglich 1.291 Rentenmark. Mit der Generalversammlung am 10. März 1934 erfolgte die Gleichschaltung der Bank. Vorstand und Aufsichtsrat wurden gemäß der Bestimmung des Kreisbauernführers neu besetzt. 1939 wurde das erste eigene Bankgebäude errichtet.
Mit der Währungsreform 1948 ermäßigte sich die Bilanzsumme von 8.900.000 Reichsmark auf 612.027 Deutsche Mark. 1958 erfolgte die Namensänderung in Genossenschaftsbank Heuchelheim eGmbH, 1975 dann letztmals in Volksbank Heuchelheim eG.
Im Jahr 1967 fusionierte die damalige Genossenschaftsbank Heuchelheim eGmbH mit der Spar- und Darlehnskasse eGmbH Rodheim-Bieber mit dem Sitz in Rodheim-Bieber, im Jahr 1969 mit der Spar- und Darlehnskasse eGmbH Krumbach mit dem Sitz in Krumbach und anschließend 1970 mit der Spar- und Darlehnskasse Kinzenbach eGmbH (Übernahme des Bankgeschäfts) mit dem Sitz in Kinzenbach und der Spar- und Darlehnskasse Hohensolmser Land e.G.m.b.H. in Erda mit dem Sitz in Erda.
Mit der Raiffeisenbank Atzbach-Dorlar eG mit dem Sitz in Atzbach fusionierte die Volksbank Heuchelheim eG dann im Jahr 1994 und im Folgejahr mit der Spar- und Darlehnskasse Großaltenstädten eG mit dem Sitz in Großaltenstädten.
Im Jahr 2001 erfolgte die bisher letzte Fusion der Volksbank Heuchelheim eG mit der Raiffeisenbank Waldgirmes eG (vormals Spar- und Darlehnskasse eGmbH Waldgirmes) mit dem Sitz in Waldgirmes.

## Rechtsverhältnisse
Die Volksbank Heuchelheim eG ist im Genossenschaftsregister beim Amtsgericht Gießen unter GnR 303 eingetragen.

## Organisationsstruktur
Rechtsgrundlagen sind das Genossenschaftsgesetz und die durch die Vertreterversammlung beschlossene Satzung. Organe der Bank sind der Vorstand, der Aufsichtsrat und die Vertreterversammlung.

## Sicherungseinrichtung
Die Volksbank Heuchelheim eG ist der amtlich anerkannten Sicherungseinrichtung des Bundesverbandes der Deutschen Volksbanken und Raiffeisenbanken GmbH und der zusätzlichen freiwilligen Sicherungseinrichtung des Bundesverbandes der Deutschen Volksbanken und Raiffeisenbanken e.V. angeschlossen. Die Bank gehört dem Genoverband e.V. und darüber dem Bundesverband der Deutschen Volksbanken und Raiffeisenbanken an.

## Geschäftsausrichtung
Die Volksbank Heuchelheim eG betreibt das Universalbankgeschäft. Im Verbundgeschäft arbeitet sie mit der DZ Bank, R+V Versicherung, Bausparkasse Schwäbisch Hall, Teambank, VR Leasing, DZ Hyp und der Union Investment zusammen.

## Geschäftsgebiet
Das Geschäftsgebiet liegt im Westen des Landkreises Gießen und im Osten des Lahn-Dill-Kreises.
An diesen Orten betreibt die Bank Filialen:
- Heuchelheim an der Lahn (Hauptstelle, jur. Sitz)
- Atzbach (Geschäftsstelle)
- Rodheim (1 Geschäftsstelle + 1 SB-Geschäftsstelle)
- Kinzenbach (Geschäftsstelle)
- Waldgirmes (Geschäftsstelle)
- Erda (1 Geschäftsstelle + 1 SB-Geschäftsstelle)